# Federació Siriana
La Federació Siriana, oficialment i en francès Fédération des États autonomes de Syrie, ‘Federació dels Estats autònoms de Síria’, fou una unió d'estats del mandat francès per Síria i el Líban.
Mentre Faisal dominava Síria, que va proclamar la independència el 8 de març de 1920, els francesos havien ocupat ja els territoris al sud de Damasc i el març de 1920 es va crear el territori de Souaida, de majoria drusa (operatiu només des de l'1 de maig de 1921). Faisal I fou derrotat en la batalla de Maysalun el 24 de juliol de 1920 i els francesos van ocupar Damasc i Alep. L'1 de setembre de 1920 es van crear els estats d'Alep, de Damasc, dels Alauites i del Gran Líban (aquest darrer constituïa fins aleshores el Mont Líban i el seu territori fou incrementat notablement amb Trípoli del Líban, Tir, Nabatiyeh i la vall de la Bekaa). Aquesta divisió no era ben vista al país i el 1922 França va decidir crear una federació. El 4 de març de 1922 el territori de Souaida fou declarat estat (va començar a funcionar el 5 d'abril de 1922). El 28 de juny de 1922 el territori dels Alawites va ingressar com estat dels Alawites en la federació que van formar els estats d'Alep, Damasc i el propi estat dels Alawites. El 23 de setembre de 1923 es va crear el sandjak autonom d'Alexandreta, que estava destinat a salvaguardar els drets de la minoria turca, d'acord amb el tractat entre França i Turquia, el qual formava part de l'estat d'Alep. El president de la federació (consell federal) designat el 29 de juny de 1922 fou Subhi Barakat, un turc d'Antioquia, que els francesos consideraven que no els donaria problemes en favor del nacionalisme àrab
La Federació només va durar dos anys. L'1 de gener de 1925 l'Estat dels Alawites quedava separat de la Federació i els dos estats restants, Alep i Damasc, van passar a formar l'estat de Síria que substituïa la federació. L'estat del Gran Líban i l'estat de Souaida van restar sota administracions separades.